# Touring the Angel: Live in Milan
Touring the Angel: Live in Milan – DVD grupy Depeche Mode zawierające nagrania z trasy koncertowej Touring the Angel, która odbywała się w latach 2005–2006 w Mediolanie. DVD wydano 25 września 2006, przez Mute Records.
Zestaw składa się z trzech płyt. Pierwsza CD zawiera piosenki od albumu Black Celebration (1986) do Playing the Angel (2005). Druga DVD (bonus) zawiera dodatki tj. film o powstaniu albumu Playing the Angel oraz kilka innych piosenek. Natomiast trzecia CD (bonus) oferuje osiem piosenek z trasy Touring the Angel.

## Lista

### Touring the Angel: Live in Milan
1. „Intro” (I Want It All)
2. „A Pain That I’m Used To” – 4:13 (Playing the Angel, 2005)
3. „John the Revelator” – 3:35 (Playing the Angel, 2005)
4. „A Question of Time” – 4:25 (Black Celebration, 1986)
5. „Policy of Truth” – 5:14 (Violator, 1990)
6. „Precious” – 4:42 (Playing the Angel, 2005)
7. „Walking in My Shoes” – 6:25 (Songs of Faith and Devotion, 1993)
8. „Suffer Well” – 3:36 (Playing the Angel, 2005)
9. „Macro” – 4:23 (Playing the Angel, 2005)
10. „Home” – 5:35 (Ultra, 1997)
11. „I Want It All” – 5:20 (Playing the Angel, 2005)
12. „The Sinner in Me” – 5:14 (Playing the Angel, 2005)
13. „I Feel You” – 7:02 (Songs of Faith and Devotion, 1993)
14. „Behind the Wheel” – 5:13 (Music for the Masses, 1987)
15. „World in My Eyes” – 5:20 (Violator, 1990)
16. „Personal Jesus” – 6:08 (Violator, 1989)
17. „Enjoy the Silence” – 7:49 (Violator, 1990)
18. „Shake the Disease” – 5:52 (The Singles 81→85, 1985)
19. „Just Can’t Get Enough” – 4:39 (Speak & Spell, 1981)
20. „Everything Counts” – 6:20 (Construction Time Again, 1983)
21. „Never Let Me Down Again” – 8:00 (Music for the Masses, 1987)
22. „Goodnight Lovers” – 4:16 (Exciter, 2001)

### Bonus Tracks
1. „A Question of Lust” – 4:28 (Black Celebration, 1986)
2. „Damaged People” – 4:16 (Playing the Angel, 2005)

### Bonus DVD
1. Touring the Angel documentary (featuring Anton Corbijn) – 20:24
2. Tour Announcement – 3:35
3. Playing the Angel (Electronic Press Kit) – 11:43
4. Touring the Angel Screens:
  1. „Behind the Wheel” – 5:10
  2. „The Sinner in Me” – 4:59
  3. „Walking in My Shoes” – 6:20
  4. „World in My Eyes” – 5:15
  5. „Never Let Me Down Again” – 6:12

### Bonus CD
1. Touring the Angel: Live in Milan:
  1. „A Pain That I’m Used To” – 4:13
  2. „John the Revelator” – 3:35
  3. „Precious” – 4:42
  4. „Suffer Well” – 3:36
  5. „Macro” – 4:23
  6. „I Want It All” – 5:20
  7. „The Sinner in Me” – 5:14
  8. „Damaged People” – 4:01